# August Östergren
Se även August Östergren (agronom)
August Östergren, född 28 maj 1832 i Svarttorp, död 22 oktober 1914 i Stockholm, var en svensk ämbetsman, jurist och politiker; han var justitieminister 1889–1896.

## Biografi
August Östergren var son till sergeanten Jakob Ludvig Östergren och Christina Jaensdotter. Han studerade vid Lunds universitet, där han tog kameralexamen och hovrättsexamen. 1863 blev han assessor i Göta hovrätt, tre år senare revisionssekreterare, och därefter chef på olika avdelningar vid Civildepartementet och Justitiedepartementet. 1876–1889 var han justitieråd, och 1896–1899 president i Kammarrätten.
Som politiker var Östergren ledamot av andra kammaren 1874–1876, invald i Stockholms stads valkrets och var ledamot av första kammaren 1890–1898, invald i Gotlands läns valkrets. Den 12 juni 1889 till 5 februari 1896 var han justitieminister, och blev känd för sin till ytterlighet drivna konservatism i frågor som rösträtten och unionsfrågan. På grund av meningsskiljaktigheter med statsminister Erik Gustaf Boström avgick han från posten 1896.
Han var juris hedersdoktor vid Uppsala universitet.
År 1864 gifte han sig med Hildegard Amalia Hessle. De är begravda på Norra begravningsplatsen utanför Stockholm.